# Death Angel
Death Angel é uma banda de thrash metal norte-americana da Califórnia, formada em 1982 na famosa  Bay Area de San Francisco. É umas das principais bandas do gênero ao lado de grandes nomes como Exodus, Metallica, Slayer,  Anthrax, Megadeth e Testament.
Umas curiosidades da banda é que, quando foi formada, os integrantes: Mark Osegueda (Voz), Rob Cavestany (Guitarra), Gus Pepa (Guitarra), Dennis Pepa (Baixo) e Andy Galeon (Bateria), eram muito novos, sendo que o mais velho tinha 15 anos. Além disso, todos eles tem origem filipina e são primos de primeiro grau, exceto o vocalista Mark que é de segundo grau.

## História
De todas bandas jovens existentes no género heavy metal, Death Angel ficou conhecido como a de maior influência a emergir da cena Thrash metal da Bay Area nos anos 80. A banda começou fazendo concertos em  palcos como o  Ruthie's Inn e, logo, foi ganhando destaque por seu som criativo, rápido e de arranjos complexos, deixando sua marca registrada no estilo conhecido como Thrash Metal.
Em 1986, Kirk Hammett  produziu uma demo do  Death Angel e o próprio escolheu o nome de "Kill As One", expondo a banda ao interesse da Enigma Records. Então, em 1987, Death Angel lançou "The Ultra-Violence", seu primeiro álbum, muito técnico e bem trabalhado, um pré-thrash-progressivo com uma música de 10 minutos de duração, o bem trabalhado instrumental “The Ultra Violence”. O baterista Andy Galeon tinha apenas 14 anos na época. A energia jovem e vibrante fez com que esse álbum vendesse 40 mil cópias em apenas quatro meses. 
Após esse álbum, a banda grava expondo mais o seu lado criativo em "Frolic Through the Park", marcando a evolução nas letras e também musical. "Why You Do This," "Devil's Metal," e "Confused" são exemplos do som complexo e intrigante da banda, que, infelizmente, sacrifica um pouco a consistência com um excesso de “ganchos” e melodias repetitivas. Uma estrutura de arranjos um pouco além do devido faz com que o álbum seja um pouco maçante para alguns. Outros acreditam, porém, que esse seja o melhor álbum da banda. 
A Geffen Records ficou impressionada com a primeira aparição da banda e ofereceu ao Death Angel uma oferta. Assim se tornaram a primeira banda do estilo a obter um contrato com uma gravadora de peso. Com a Geffen, a banda lançou o que é considerado um dos álbuns de maior criatividade do género thrash metal, "Act III". Esse álbum desafia os limites do gênero criando algo verdadeiramente único, discografia básica para qualquer fã de metal. Em seguida a banda lançou dois vídeos na MTV, "Seemingly Endless Time" e a balada "Room With A View".
Death Angel esteve em “tour” entre os anos de 1986 e 1990 incluindo dois shows com vendas esgotadas no Japão. De fato, quase todos os concertos da Act III World Tour, tiveram suas vendas esgotadas, incluindo The Warfield Theater em San Francisco, The Ritz em New York, e o famoso Hammersmith Odeon, na Inglaterra, algo marcante para uma banda cuja média de idade era de menos de 19 anos. 
A trajetória do sucesso do Death Angel se tornou trágica em 1990, quando o ônibus que levava a banda sofreu um acidente. Nesse caso ninguém morreu, mas o baterista Andy Galeon ficou seriamente ferido, precisando de mais de um ano para se recuperar.
Durante esse tempo, após várias brigas na justiça contra a gravadora Enigma, que exigiu a mudança do nome da banda devido ao surgimento do estilo Death Metal (e a banda trocaria o nome por motivos estratégicos), o vocalista Mark Osegueda deixou a banda e se mudou para Nova Iorque seguindo outros caminhos pessoais além da música. O restante da banda formou a nova The Organization, e lançaram dois bons álbuns: “The Organization” e “Savor the Flavor”. A banda "O", como ficaram conhecidos, fez vários concertos pelos Estados Unidos e pela Europa, incluindo duas aparições no famoso Dynamo Open Air Festival, como banda de abertura para o Fight de Rob Halford e também para o Motörhead. 
Eles desbandaram em 1995, quando os membros seguiram outros projetos pessoais, incluindo "The Past" (Rob, Andy, Dennis, Gus), “Big Shrimp” (Dennis, Andy), “Smokestack” (Rob, Andy), “Silver Circus” (Mark), e “Swarm” (Rob, Andy, Mark). A última banda (Swarm) lançou um álbum e abriram concertos para Jerry Cantrell (Alice in Chains).
O Death Angel reapareceu no ano de 2001 a convite de Bob Rock para tocarem em um evento beneficente às vítimas de câncer pro Chuck Billy (Testament) e Chuck Schuldiner (Death) chamado "Thrash of the Titans". A resposta dessa reunião foi tão boa que ofertas apareceram e a reunião do grupo surgiu tal como um show secreto em San Francisco onde as vendas foram esgotadas sob o pseudônimo "Kill As One." 
Outra aparição no Dynamo Open Air Festival e um pré-evento no Efenaar club em Eindhoven obtiveram as vendas esgotadas antes mesmo da banda chegar na Europa. 
Desde então, Death Angel tocou no festival "No Mercy Festivals" em Abril de 2003, deram suporte ao Metallica no Fillmore em San Francisco, ao Anthrax nos EUA, e também à banda Halford. 
No dia 6 de maio de 2004, apos 14 anos desde o lançamento de Act III, Death Angel lança o excelente novo álbum “The Art of Dying”. O único membro que não retornou à banda foi Gus Pepa, que segue uma vida normal, longe do cenário musical, nas Filipinas.
Alguns anos depois, a banda de São Francisco lançou o "Killing Season" (2008), o último disco antes de Dennis Pepa e Andy Galeon deixarem a banda:  agora restam apenas Rob Cavestany e Mark Osegueda como integrantes originais.
Com a entrada de Will Carroll e Damien Sisson, o Death Angel lançou o álbum  "Relentless Retribution" em 2010.  Em 2013 surge mais um álbum: The Dream Calls for Blood. Aclamado pelos fãs, o álbum é caracterizado por uma volta as raízes, um som polido, mas pesado e agressivo, diferente do que tinha sido feito desde a volta do grupo. 
Em maio de 2016, eles lançaram The Evil Divide, que atingiu a posição 98 na Billboard 200 e o 1º lugar na parada musical Independent Albums, também americana. 
Em 31 de maio de 2019, eles lançaram seu mais recente álbum de estúdio: Humanicide. Em novembro do mesmo ano, a faixa-título foi indicada para o Grammy de " Melhor Performance de Metal ", tornando-se a primeira indicação do Death Angel de todos os tempos. 

## Membros

Logotipo da banda.

### Formação atual
- Mark Osegueda - vocais (1984–presente)
- Rob Cavestany - guitarras e vocais (1982–presente)
- Ted Aguilar - guitarras (2001-presente)
- Will Carroll - bateria (2009–presente)
- Damien Sisson - baixo (2009-presente)

### Ex-integrantes
- Gus Pepa - guitarras (1982–1991)
- Dennis Pepa - baixo, vocais (1982–2008)
- Andy Galeon - bateria (1982–2009)
- Chris Kontos  -  bateria (1991, ao vivo)
- Sammy Diosdado  -  baixo (2009)

## Discografia
| - The Ultra-Violence (1987) - Frolic Through the Park (1988) - Act III (1990) - The Art of Dying (2004) - Killing Season (2008) - Relentless Retribution (2010) - The Dream Calls for Blood (2013) - The Evil Divide (2016) - Humanicide (2019) - Fall from Grace (1990) - Sonic German Beatdown - Live in Germany (2009) - Flesh and Hate (2010) - Archives and Artifacts (2005) - The Long Road Home (2007) | - Heavy Metal Insanity (1983) - Kill as One (1986) - "Bored" (1988) - "Seemingly Endless Time" (1990) - "A Room With A View" (1990) - "Thrown to the Wolves" (2004) - "Sonic Beatdown" (2008) - "Dethroned" (2008) - "Truce" (2010) |